# Max Starks
Maximillian Weisner Starks IV (Orlando, 10 gennaio 1982) è un ex giocatore di football americano statunitense che ha militato nel ruolo di offensive tackle nella National Football League. Fu scelto nel corso del terzo giro (75º assoluto) del Draft NFL 2004 dai Pittsburgh Steelers. Al college ha giocato a football all'Università della Florida.

## Carriera

### Pittsburgh Steelers
Starks fu scelto nel corso del terzo giro del Draft 2004 dai Pittsburgh Steelers. Divenne titolare nella stagione successiva in cui gli Steelers vinsero il Super Bowl XL, bloccando per il quarterback Ben Roethlisberger e il running back Rashard Mendenhall.
All'inizio della stagione 2007, Starks perse il suo posto da titolare in favore di Willie Colon ma disputò tutte le 16 partite della stagione, di cui 4 come titolare nel finale di stagione dopo l'infortunio di Marvel Smith. Nel 2008 vinse il suo secondo campionato, quando gli Steelers batterono gli Arizona Cardinals nel Super Bowl XLIII.
Il 23 luglio 2009, gli Steelers fecero firmare a Starks un nuovo contratto quadriennale del valore di 26,3 milioni di dollari, inclusi 10 milioni di dollari gararantiti. Nel luglio 2012 annunciò la sua firma di un nuovo contratto con gli Steelers e nella stagione successiva partì come titolare in tutte le 16 partite.

### San Diego Chargers
Il 21 maggio 2013, Starks firmò un contratto di un anno coi San Diego Chargers.

## Palmarès
- Super Bowl : 2

Pittsburgh Steelers: XL, XLIII
- American Football Conference Championship: 3

Pittsburgh Steelers: 2005, 2008, 2010

## Famiglia
Il padre, Ross Browner, giocò nella NFL dal 1978 al 1987.